# Karel Smetana (1958)
Karel Smetana (* 6. května 1958 Praha) je český lékař a vědec, přednosta Anatomického ústavu 1. lékařské fakulty UK.

## Život
Jeho otcem je lékař-histolog Karel Smetana st. Studoval na Fakultě všeobecného lékařství UK, promoval v roce 1983. Od té doby působí v jejím Anatomickém ústavu. V roce 1995 se habilitoval, o osm let později byl jmenován profesorem.
Věnuje se buněčné a vývojové biologii, přičemž se zaměřuje na glykobiologii, biologii kmenových buněk, buněčnou terapii a kancerogenezi. Za svůj největší úspěch považuje vývoj nového způsobu pěstování kožních buněk a jejich využití pro léčbu popálenin, za což byl v roce 2002 jako první oceněn Národní cenou Česká hlava. Je autorem řady publikací, má několik patentů.
Je ženatý a má jednoho syna. K jeho zálibám patří pěstování tilandsií.

## Ocenění
- Česká hlava – první laureát Národní vědecké ceny Česká hlava, 2002
- Cena ministra školství, mládeže a tělovýchovy ČR za výzkum, vývoj a inovace, 2010